# Austrotachardia australis
Austrotachardia australis är en insektsart som först beskrevs av Walter Wilson Froggatt 1899.  Austrotachardia australis ingår i släktet Austrotachardia och familjen Kerriidae. Inga underarter finns listade i Catalogue of Life.